# Небреговски манастир
„Небреговският манастир „Свети Йоан Кръстител“ (на македонска литературна норма: Небреговски манастир „Свети Јован Крстител“) е православен манастир в прилепското село Небрегово, Северна Македония. Под управлението е на Преспанско-Пелагонийската епархия на Македонска православна църква. Манастирската църква е изградена в 1970 година по инициатива на селския църковен комитет, върху развалините на стара църква. Остатъците от старата църква се намират на източната страна, зад олтарния дел на днешната църква. Първият дял на конака е изграден в 1970 година, а след това на няколко пъти са извършвани дограждания. Първият дял от конака е довършен в 1992 година, когато е и осветен.